# Andreas Felder
Andreas Felder, född 6 mars 1962 i Hall in Tirol (vid floden Inn nära Innsbruck), är en österrikisk tidigare backhoppare och nuvarande backhoppstränare. Han tävlade för Heeressportverein Absam.

## Karriär
Andreas Felder dominerade backhoppningen på 1980-talet och tidig 1990-tal tillsammans med Jens Weissflog, Matti Nykänen och bästa kompisen, Ernst Vettori. Hela fem gånger var han bland de fem bästa totalt i världscupen, och under säsongen 1990/91 vann han. Han har också en andraplats totalt i världscupen (säsongen 1984/1985 og fyra tredjeplatser (1985/1986, 1986/1987, 1989/1990 och 1991/1992). Han har tillsammans 25 segrar i deltävlingar i världscupen, den första kom 8 december 1984 i Thunder Bay och den sista segern tog han i Planica 29 mars 1992.
Felder tog sin första internationella mästerskapsmedalj i Världsmästerskapen  1982 i Holmenkollen i Oslo. Där vann han silvermedaljen tillsammans med lagkompisarna från Österrike: Ernst Vettori, Heinz Kuttin och Stefan Horngacher, bara 0,9 poäng från att vinna guldmedaljen som vanns av Norge. 3 år senare, i VM 1985 i Seefeld in Tirol, tog han igen silvermedalj i laghoppning för Österrike, slagen av Finland med 3,8 poäng. Han vann dessutom silvermedaljen i normalbacken efter Jens Weissflog. I VM 1987 i Oberstdorf lyckades han vinna guldmedaljen i stora backen och en bronsmedalj i lagtävlingen efter Finland (guld) och Norge.
Under Världsmästerskapen i skidflygning 1986 i Kulm i Bad Mitterndorf tog Andreas Felder guldet före landsmannen Franz Neuländtner (silver) och Matti Nykänen. Felder satte ny världsrekord (191 meter) under tävlingarna. I Olympiska spelen 1992 tog Andreas Felder åter en silvermedalj tillsammans med det österrikiska landslaget, 1,5 poäng efter Finland. 
Felder avslutade backhoppningskarriären 29 mars 1992 med seger i skidflygning i Planica.

## Senare Karriär
Efter avslutad backhoppningskarriär blev Andreas Felder 1992 tränare för det österrikiska B-landslaget i backhoppning. Han har en statlig utbildning som backhoppstränare och från 1995 var han huvudtränare för det Österrikiska skidförbundet (ÖSV). Från 1997 tränade han det tyska landslaget i nordisk kombination och från 2000 tränar han Träningsgrupp 1 i nordisk kombination för ÖSV.